# Verwaltungsgemeinschaft Windach
Die Verwaltungsgemeinschaft Windach im oberbayerischen Landkreis Landsberg am Lech entstand am 1. Mai 1978 durch Rechtsverordnung der Regierung von Oberbayern.
Mitglieder sind die Gemeinden
1. Eresing, 2043 Einwohner, 14,22 km²
2. Finning, 1986 Einwohner, 23,34 km²
3. Windach, 3874 Einwohner, 24,84 km²

Sitz der Verwaltungsgemeinschaft ist Windach.